# Czytelność
Czytelność – to termin oznaczający jednocześnie łatwość w odczytaniu oraz zrozumiałość tekstu. Stanowi jeden z podstawowych elementów opracowania tekstu drukowanego.
W języku polskim istnieje jedno słowo na oddanie dwóch ważnych w typografii terminów angielskich:
- readability(inne języki)
- legibility(inne języki)

Pierwszy z nich (readability) odpowiada łatwości czytania tekstu, zrozumienia jego znaczenia i przesłania w określonej sytuacji. Teksty projektowane są z myślą o konkretnym medium lub funkcji, w której są najbardziej czytelne, dlatego pismo czytelne na ekranie monitora nie musi się sprawdzać w miejskim systemie orientacyjnym lub książce telefonicznej. Na czytelność danego tekstu ma wpływ sposób jego złożenia, stopień pisma, kerning, tracking, długość wiersza, interlinia itp. Do określania poziomu czytelności tekstu służy kilka wskaźników. Najpopularniejsze z nich to tzw. indeks mglistości (FOG index) oraz indeks czytelności Flescha (FRES). W przypadku tekstów polskojęzycznych stosowany jest również tzw. Indeks Pisarka. Czytelność jest ważna nie tylko w sferze akademickiej, ponieważ nieczytelne treści mogą zrujnować strategię marketingową. Niezoptymalizowany tekst prowadzi do utraty celu.
Drugie słowo (legibility) oznacza odróżnianie pojedynczego znaku pisma i łatwość zidentyfikowania go. Cecha ta, zwana czasami rozpoznawalnością, jest bliska czytelności i ma na nią niewątpliwy wpływ, choć pisma o wysokiej rozpoznawalności mogą się okazać w określonych okolicznościach mało czytelne. Elementy, które wpływają na rozpoznawalność poszczególnych znaków to m.in. ich wysokość i szerokość, kształt oraz posiadanie szeryfów lub ich brak.
Te dwa terminy różnią się od siebie, readability ma szersze znaczenie, a legibility stanowi jego część.